# Pallas (Q189)
Pour les articles homonymes, voir Pallas.
Le Pallas (Q189) était un sous-marin français de la Marine nationale, de la Classe Minerve. Il a servi pendant le début de la Seconde Guerre mondiale. Son dernier commandant fut le commandant Robert Douenel. Un officier a dit à sa fille, la France ne saura jamais tout ce qu'elle doit à votre père. Son journal de bord a été offert par sa fille à la marine.